# Departamento de Tamchekett

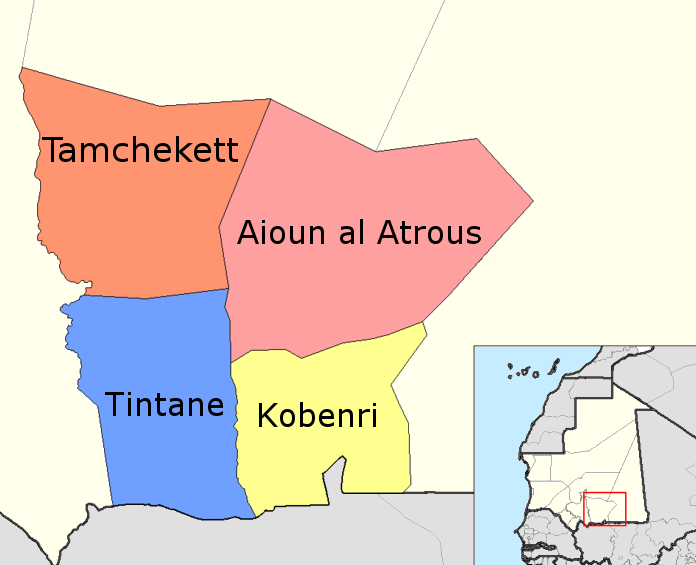

Tamchekett es un departamento de la región de Hodh el Gharbi, en Mauritania. En marzo de 2013 presentaba una población censada de 39 013 habitantes. Está formado por las siguientes comunas, que se muestran asimismo con población de marzo de 2013:
- El Mabrouk 3,644
- Guetae Teidoume 9,138
- Radhi 9,575
- Sava 13,864
- Tamchekett 2,792[1]